# Неписаное учение
Неписаное учение — часть философского наследия Платона, устное учение, излагавшееся философом в Академии. Несмотря на то, что исследователи имеют крайне ограниченные сведения об этом учении, его существование в настоящее время признаётся большинством, так как в ряде сочинений различных авторов, в том числе Аристотеля, содержатся прямые отсылки на него.
Термин «неписаное учение» употреблялся самим Аристотелем в первой книге «Метафизики», где философ указывал на расхождения в терминологии диалога Платона «Тимей» и его неписаного учения. В то же время, он говорит о том, что данные различия не нарушают понимание воззрений его учителя, что подтверждается затем Диогеном Лаэртским, который отмечал, что в беседах с учениками Платон старался подбирать такие слова, которые сделали бы его мысль понятной только для его учеников.

## Основания доказательств существования неписаного учения
В первую очередь, о возможности существования неписаного учения можно предполагать, исходя из взглядов Платона на письменную форму изложения логоса. По его мнению, оно носит существенные недостатки, главным образом потому, что книга «молчит». Мысли философа, изложенные в ней, могут подвергаться любой критике, быть истолкованы неверно. В противовес этому, устная речь «живая», в процессе беседы с учениками философ может «помогать логосу», а также излагать вещи, которые не могут быть с достаточной точностью переданы в книге.
Кроме того, о наличии этого учения свидетельствовали ученики Платона, присутствовавшие на его публичной лекции «О благе», которая вызвала довольно негативную реакцию публики. Как передавал ученик Аристотеля Аристоксен, его учитель критиковал Платона за то, что тот начал говорить о предметах, которые абсолютно непонятны для неподготовленных слушателей. Подобные речи могли быть понятны только ученикам Академии. Данное свидетельство подтверждает и многочисленные намёки Сократа в различных диалогах Платона на существование некоторых областей знания, для рассмотрения которых нужна особая подготовка и обстановка. В пользу подобного подхода Платона к изложению своей философии говорит и современная концепция существования «экзотерического» и «эзотерического» учения, суть которой как раз заключается в том, что существуют предметы, которые могут быть изложены только в узком кругу просвещённых.
Возможной отсылкой к неписаному учению также является неоднократное упоминание в диалогах «более важных предметов», обсуждение которых невозможно или неуместно в данный момент. Ведущий собеседник диалога сознательно ограничивает дальнейшее продвижение рассуждений, исходя из неподготовленности своего оппонента, не восходя до следующего уровня беседы. В поздних диалогах становится ясно, что «более важными предметами» являются некие высшие принципы, которые нецелесообразно излагать письменно.
В отношении исследований неписаного учения важным свидетельством также является Седьмое письмо Платона, хотя его авторство и подвергается сомнению. В этом письме он ещё раз акцентирует внимание на том, что письменный логос не приспособлен для изложения определённых вещей. Этим философ объясняет, почему никогда не изложит «эти вопросы», что даёт весомые основания признавать существование гораздо более обширной неписаной философии.

## Споры о неписаном учении
В платоноведении существует множество подходов к изучению данной области платоновской мысли. На протяжении определённого периода данное учение сознательно игнорировалось исследователями, а в советском платоноведении подобная стратегия осуществлялась вплоть до 1970-х гг. Так, Шлейермахер, который в 1804 году издал первый том сочинений Платона на немецком, хотя и признавал возможное существование неписаного учения, всё же отрицал полную достоверность свидетельств Аристотеля, обращаясь к анализу самого текста, его структуры и языка, отвергая хронологический и иные «внешние» подходы к изучению текстов Платона.
На протяжении XIX века среди большинства исследователей платоновской философии, среди которых были и Э. Целлер, П. Фридлендер, существование эзотерического, устного учения Платона не вызывало сомнений. Однако учёные этой эпохи не придавали ему системообразующего значения и не полагали его необходимым для более полного понимания места письменных произведений в платоновском наследии. В это же время существовала и более радикальная позиция, в рамках которой разрозненные свидетельства об эзотерическом характере занятий в Академии объявлялись недостоверными и отвергались рядом философов. В их числе был и Шлейермахер, который во введении к своему переводу диалогов Платона писал о несостоятельности биографических свидетельств о Платоне. Кроме того, невозможность существования неписаной философии аргументировалась и с исторической позиции, заключавшейся в том, что в Афинах той эпохи Академия могла быть исключительно учебным заведением, а не «мистическим братством».
В первой половине XX века был опубликован первый том работы Г. Чернисса «Аристотелевская критика Платона и Академии». В ней автор утверждает, что критика платоновской философии в трудах Аристотеля не может быть признана полностью достоверным источником, и поэтому следует принимать во внимание только те свидетельства, которые не противоречат письменной философии Платона. Исследователь, в том числе, апеллиурет к тому, что Аристотель довольно вольно обращается с платоновскими идеями, что только снижает уровень доверия, особенно к тем участкам, где он излагает идеи Платона, которых нет в диалогах. Отрицая существование неписаного учения, Чернисс вновь настаивает на возможности извлечения целостной доктрины при опоре только на диалоги, а критику письменной речи в отдельных диалогах трактует как критику не вообще всей письменной формы изложения мыслей, а только конкретных типов письменных произведений и форм. Принадлежность же перу Платона Седьмого письма отрицается. Кроме того, в качестве обоснования противоречий между свидетельствами Аристотеля и тем, что изложено в диалогах, приводится и то, что в Академии ученики могли превратно истолковать идеи учителя. Таким образом, спор Аристотеля ведётся не с самим Платоном, но с ученическим пониманием его философии. Кроме того, Чернисс в качестве обоснования приводит следующее рассуждение. В записях многих учеников и последователей Платона, а также просто его современников, сохранилась информация о публичной лекции Платона «О благе», которая была непонятной для широкой публики. По мнению Чернисса, если предположить, что лекции на подобные темы проходили в Академии регулярно, то, во-первых, эта лекция не упоминалась бы в стольких источниках (что свидетельствует о её уникальности), а, во-вторых, тогда бы у учеников сохранились и другие записи подобных лекций.
По-новому взглянули на философию Платона представители Тюбингенской школы К. Гайзер и Й. Кремер, которых сегодня условно относят к «эзотеристам» в платоноведении. Опорой теории, господствующей среди представителей данной школы, стали открытия В. Йегера, который признал несостоятельность попыток выстроить целостную систему платоновской философии только на основе его писаного наследия, продолжавшихся со времён Шлейермахера. Они, вслед за ним, также отвергали эту возможность. Представители данного направления полагают, что платоновская философия была систематическим метафизическим учением о бытии, основанным на определённых принципах, главным образом, на двух: «Единое» и «Неопределённая диада» Великого и Малого. При этом, среди сторонников существования эзотерического учения нет консенсуса по поводу того, отождествляется ли идея высшего Блага с «Единым» или это ещё один высший принцип. Последующая деятельность сторонников этой теории была направлена на поиск возможности соотнесения письменного и устного учений Платона.
Среди сторонников существования неписаного учения выступал и Г. Гегель. Он, исходя из логических посылок, утверждал, что философия такого мыслителя как Платон не могла не иметь систематичности, которую нельзя обнаружить, изучая только его диалоги. ￼В том, что у Платона философия должна была иметь системный характер, с Гегелем согласны и многие современные платоноведы.